# Historia del Ojo
Historia del ojo (en francés: Histoire de l'œil) es una novela erótica surrealista francesa de 1928 escrita por Georges Bataille, bajo el seudónimo Lord Auch, que detalla las perversiones sexuales crecientemente extrañas de una pareja de amantes adolescentes, incluida una descripción temprana del fetichismo omorashi en la literatura occidental. Está narrado por el joven protagonista que recuerda sus hazañas. En 1940, Hans Bellmer ilustró una edición de Histoire de l'œil. El libro entró en el dominio público el 1 de enero de 2024. 

## Sinopsis
El libro sigue las aventuras sexuales del joven narrador y su amiga Simone. Imbuida de la atmósfera del surrealismo francés, del que el propio Bataille formó parte, la historia suspende la prohibición del universo adulto del horizonte de los personajes y ofrece a los jóvenes un viaje de extravagancias que involucran sadismo, orgías, torturas y locura, culminando en un acto de transgresión.

## Barthes: Metáforas del ojo y del líquido
Roland Barthes publicó la versión original en francés de su ensayo «La metáfora del ojo» en la propia revista Critique de Bataille, poco después de la muerte de Bataille en 1962. El análisis de Barthes se centra en la centralidad del ojo en esta serie de viñetas y señala que es intercambiable con huevos, testículos de toro y otros objetos ovulares dentro de la narrativa. También traza una segunda serie de metáforas líquidas dentro del texto, que fluyen a través de lágrimas, leche de gato, yemas de huevo, escenas de micción frecuente, sangre y semen.
Además, sostiene que no cree que Historia del ojo sea necesariamente una narrativa pornográfica, dado que estas cadenas estructurantes de metáforas sí proporcionan secuencias subyacentes coherentes.